# 藤田朋宏
藤田朋宏（ふじた ともひろ、1973年- ）は、日本の実業家。幅広い生物（微生物・培養細胞・微細藻類など）の育種・培養技術を産業活用するバイオ企業群ちとせグループ創業者兼CEOである。

## 経歴
- 1997年 東京大学農学部卒業
- 1999年 東京大学大学院農学生命科学研究科修了
- 2004年 ネオ・モルガン研究所（現・ちとせ研究所）に入社
- 2006年 ちとせ研究所代表取締役に就任
- 2011年 CHITOSE BIO EVOLUTION PTE. LTD.（シンガポール）を設立、代表取締役CEOに就任
- 2017年 京都先端科学大学大学院バイオ環境研究科にて博士号（バイオ環境）を取得
- 2019年 内閣官房 イノベーション政策強化推進のための有識者会議 バイオ戦略有識者[1]に就任
- 2020年～2023年 京都大学産学連携本部 特任教授を務めた[2]

## 企業活動（ちとせグループ）
- 2008年 微生物・細胞・藻類など多様な生物の培養技術を活用した事業化に着手。
- 2011年 シンガポールにCHITOSE BIO EVOLUTION PTE. LTD.を設立し、東南アジアを拠点としたバイオ産業の国際展開を開始[3]。
- 2012年 マレーシアに農業関連会社 Chitose Agri Laboratory Sdn. Bhd. を設立[3]。
- 2015年 シンガポールに農業関連会社 Chitose Agriculture Initiative Pte. Ltd. を設立[3]。
- 2018年 ブルネイに藻類生産会社 Chitose Algae Farm SDN BHD を設立[3]。
- 2021年 藻類基点の環境持続型産業創出プロジェクト"MATSURI"を発起[3]。
- 2023年 マレーシア・サラワク州にて、世界最大級の微細藻類生産施設「CHITOSE Carbon Capture Central (C4)」を開所[4]。NEDO（国立研究開発法人新エネルギー・産業技術総合開発機構）のグリーンイノベーション基金事業に580億規模のテーマが採択。マレーシア・クチンにちとせ研究所サラワク支店を設立[3]。
- 2024年 タイに農業関連会社 Chitose Agriculture Co., Ltd.を設立[3]。
- 2025年 “MATSURI”は藻類産業に留まらず、バイオを基点とした社会の実現を追求する“バイオエコノミーを推進する産業横断型イニシアティブ”として、その方向性を拡大した[5]。同年、大阪・関西万博日本館において、ちとせ研究所としてファームエリアの藻類技術監修 [6]、MATSURIとしてファクトリーエリアの協賛展示「『藻』のもの by MATSURI」を担当[7]。 ベトナムに農業関連会社 Chitose Agriculture Co., Ltd.を設立。
- 2023年から2025年にかけて資金調達を実施し、計15社から総額73億円を調達。2027年のNASDAQ上場を視野に入れた体制構築を進めている[8]。

## 人物
- 「1000年先まで人類が豊かに暮らすためには、すべての産業を光合成を基点とする構造に変えることが唯一の方法だ」という考えを信念とする[9]。
- 小学生時代から自然や生物への関心が強く、旺文社『生き物の飼い方』を手放さずに持ち歩くほどだった[9]。自身が好むもののうち「生物の進化」「経営」「サッカー」という3つの要素を挙げており、これらが“個々が集団となって相互に影響し合いながら生存競争をする構造”という点で共通すると語っている[10]。
- 言葉や仕事に、「情緒の揺らぎ」や「ちょっとした違和感」ちょっとを宿すことを大切にしており、米津玄師『Lemon』の“ウェッ”に心を打たれたと語るなど、論理だけでは捉えきれない美や表現の余地に深く共鳴している[11]。

## メディア掲載

### 新聞・雑誌・オンライン記事（日本文）
- 日本経済新聞電子版『「基礎研究=金にならない」は誤解 価値評価の仕組みを 科技立国 落日の四半世紀(5)』 2020年10月31日
- Broomberg日本版『藻で産業構築へ日本企業タッグ、培養設備は売り上げ年1000億円見込む』　2022年01月25日
- 時評『【末松広行・トップの決断】　ちとせグループ　藤田 朋宏 氏』2022年10月21日
- 化学工業日報『バイオ産業のGAFAめざす』2022年03月08日
- 東愛知新聞『理想現実へ「逆算」重要』2022年04月29日
- 日刊ケミカルニュース『【CN技術の社会実装】ちとせグループ』2022年11月22日
- Forbes JAPAN『私が尊敬するカリスマ経営者　高峰譲吉 藤田朋宏/ちとせグループ』2023年4月25日
- BRUTUS 『明日が分かる時事用語辞典【バイオエコノミー】』2023年10月2日
- Sustainable Brands Japan『1000年先の未来のベースを藻でつくる―― ちとせグループCEOの壮大なバックキャスティング思考』2023年10月5日
- マージャーマーケット『CHITOSE BIO EVOLUTION（シンガポール）、100 億〜130 億円のラウンドを検討中 2027年のNASDAQ でのIPO を目指す：CEO』2023年10月18日 [8]
- Sustainable Brands Japan『藻類を活用し、化粧品業界が起こそうとしているイノベーションとは―― 資生堂とちとせグループの共創に見る』2024年03月07日
- 月刊日本館『緑色のパワーが未来を変える! 初めてでもわかる、藻類入門』2024年11月01日
- 化学工業日報『ちとせG・藤田朋宏CEOに聞く』2024年12月4日
- 日経バイオテクONLINE『隠れた和製ユニコーン、ちとせグループの藤田CEOに聞く「藻類産業化のシナリオ」』2025年3月11日
- 日経ビジネス『知られざる和製ユニコーン、ちとせグループ　東南アジアで藻を大量生産』2025年3月13日
- 環境ビジネス『トップリーダーに訊く　環境配慮型経営』2025年6月13日
- 東洋経済オンライン『大企業が注目!バイオ革命児「ちとせ」の正体【前編】藻だけではない』 2025年6月20日
- 東洋経済オンライン『大企業が注目!バイオ革命児｢ちとせ｣の正体【後編】バイオ製品の共同開発を目指す一大活動「MATSURI」の中身』2025年6月20日
- 東洋経済オンライン『バイオベンチャー･ちとせグループ藤田朋宏CEOに聞いた今後の展望【前編】｢本質は石油由来の素材の代替をすることだ｣』 2025年6月21日
- 東洋経済オンライン『バイオベンチャー･ちとせグループ藤田朋宏CEOに聞いた今後の展望【後編】目指すはバイオ産業の盟主｢まもなく外の人もわかってくる｣』 2025年6月21日
- 日刊工業新聞『藻類でエネ・農業を支える　ちとせバイオ、飛躍の時』2025年7月3日
- 日本経済新聞電子版『ちとせバイオエボリューション・藤田朋宏CEO 千年先へ歩みは手堅く』 2025年7月2日

### 新聞・雑誌・オンライン記事（英文）
- Chemical and Engineering News（C＆EN）"Tomohiro Fujita wants to help Japan reach its potential in biotechnology" 2020.07.06
- NIKKEI ASIAN REVIEW "Japanese producers buck weak demand for algae-based biofuel　ーSoutheast Asian production rises while palm oil waste also takes the spotlightー" 2020.09.12
- Bloomberg "Algae Market Potentially Worth $320 Billion Draws Honda, Eneos" 2022.01.25